# Planegg
Planegg ist eine Gemeinde im oberbayerischen Landkreis München, die südwestlich der Stadtgrenze von München im Würmtal liegt.

## Geographie

### Lage
Planegg liegt an der Grenze der Landkreise München und Starnberg in der Münchner Schotterebene. Die Gemeinde grenzt im Uhrzeigersinn von Norden aus an Gräfelfing (Landkreis München), den Münchner Stadtteil Großhadern, Neuried (Landkreis München), Krailling (Landkreis Starnberg) und Germering (Landkreis Fürstenfeldbruck).

### Gemeindeteile
Planegg hat vier amtlich benannte Gemeindeteile (in Klammern ist der Siedlungstyp angegeben):
- Maria Eich (Kloster)
- Martinsried (Dorf)
- Planegg (Stadtrandsiedlung)
- Steinkirchen (Weiler)

Die Gemeindeteile Planegg und Steinkirchen sind baulich zusammengewachsen.

### Natur
Folgende Schutzgebiete berühren das Gemeindegebiet:
- Landschaftsschutzgebiet LSG Planegger Holz (LSG-00123.01)
- Landschaftsschutzgebiet LSG Forstenrieder Park einschließlich Forst Kasten und Fürstenrieder Wald (LSG-00114.01)

### Flächenaufteilung
Nach Daten des Bayerischen Landesamtes für Statistik, Stand 31. Dezember 2022.

## Geschichte

### Bis zum 18. Jahrhundert
Während Martinsried bereits im 12. Jahrhundert und Steinkirchen im 13. Jahrhundert in den Urkunden der Klöster Dietramszell bzw. Benediktbeuern erwähnt werden, ist Planegg wohl der jüngste Ortsname des gesamten Würmtals. Er wurde erstmals 1409 in einer Verkaufsurkunde an den bayerischen Herzog Wilhelm III. erwähnt.
Am 1. Oktober 1425 schenkte Herzog Wilhelm diesen neu erworbenen Besitz und die dazugehörenden Gemeinden Großhadern, Martinsried, Forstenried, Fürstenried, Neuried und Gräfelfing seinem unehelichen Sohn Konrad von Egenhofen, Planegg wurde Hofmark. Der Ort war nun als Sitz der Hofmarksverwaltung Mittelpunkt und Gerichtssitz für das mittlere Würmtal. 1442 kam noch Lochham, 1720 Fronloh und 1724 Krailling dazu.
Die Gemeinde Martinsried unterstand jedoch nicht nur dem Ort Planegg: Auch der Grundherr – das Kloster Dietramszell – forderte Geld für den Erhalt des Klosters und ein Zehntel aller Erträge musste an die Kirche abgegeben werden.

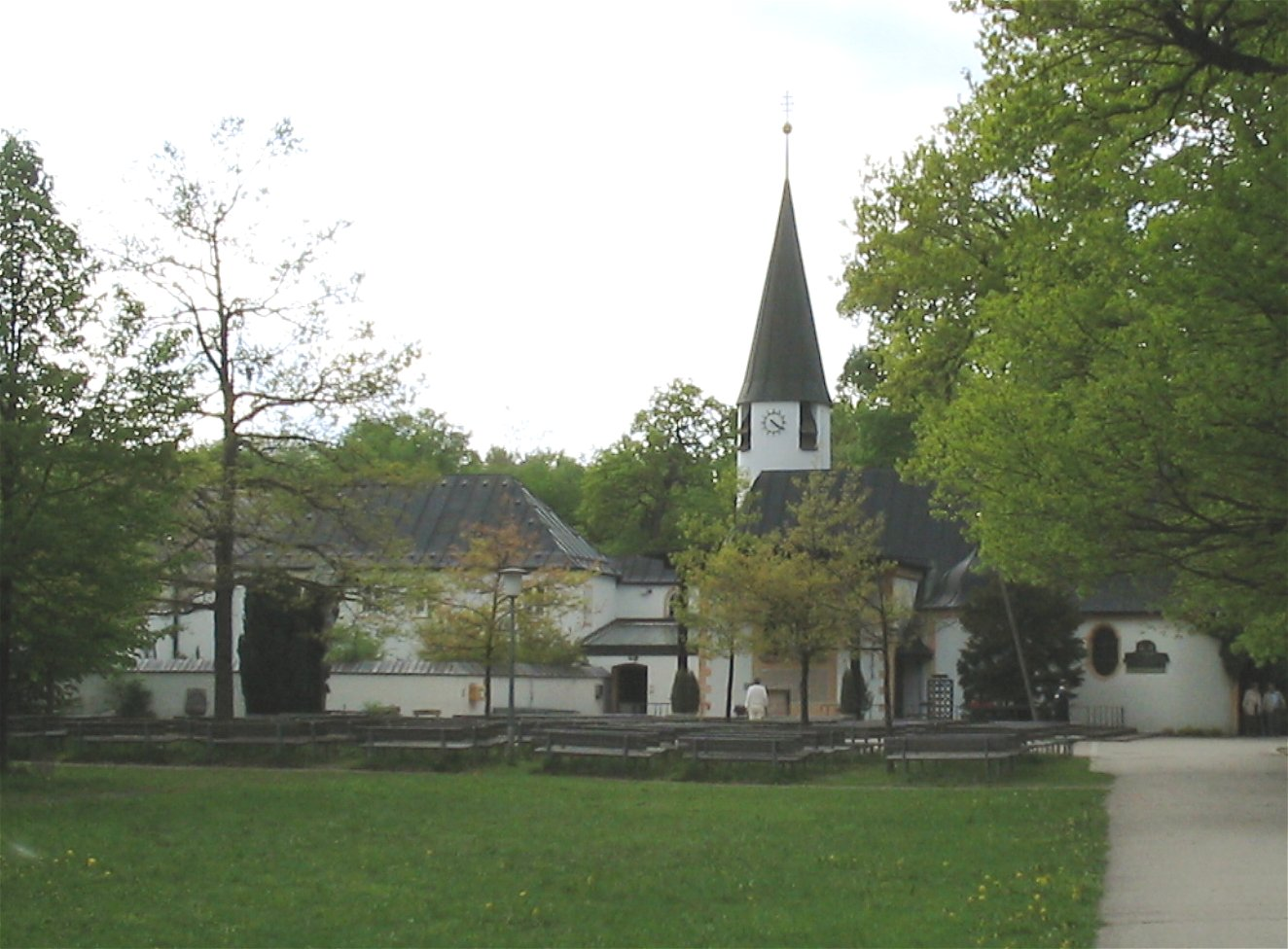
Wallfahrtskirche und Kloster Maria Eich

1733 errichtete der Gutsherr Baron von Ruffin aus Dank für die Wiedergenesung einer Tagelöhnerin des Hofbauern die Kapelle Maria Eich.

### 19. Jahrhundert

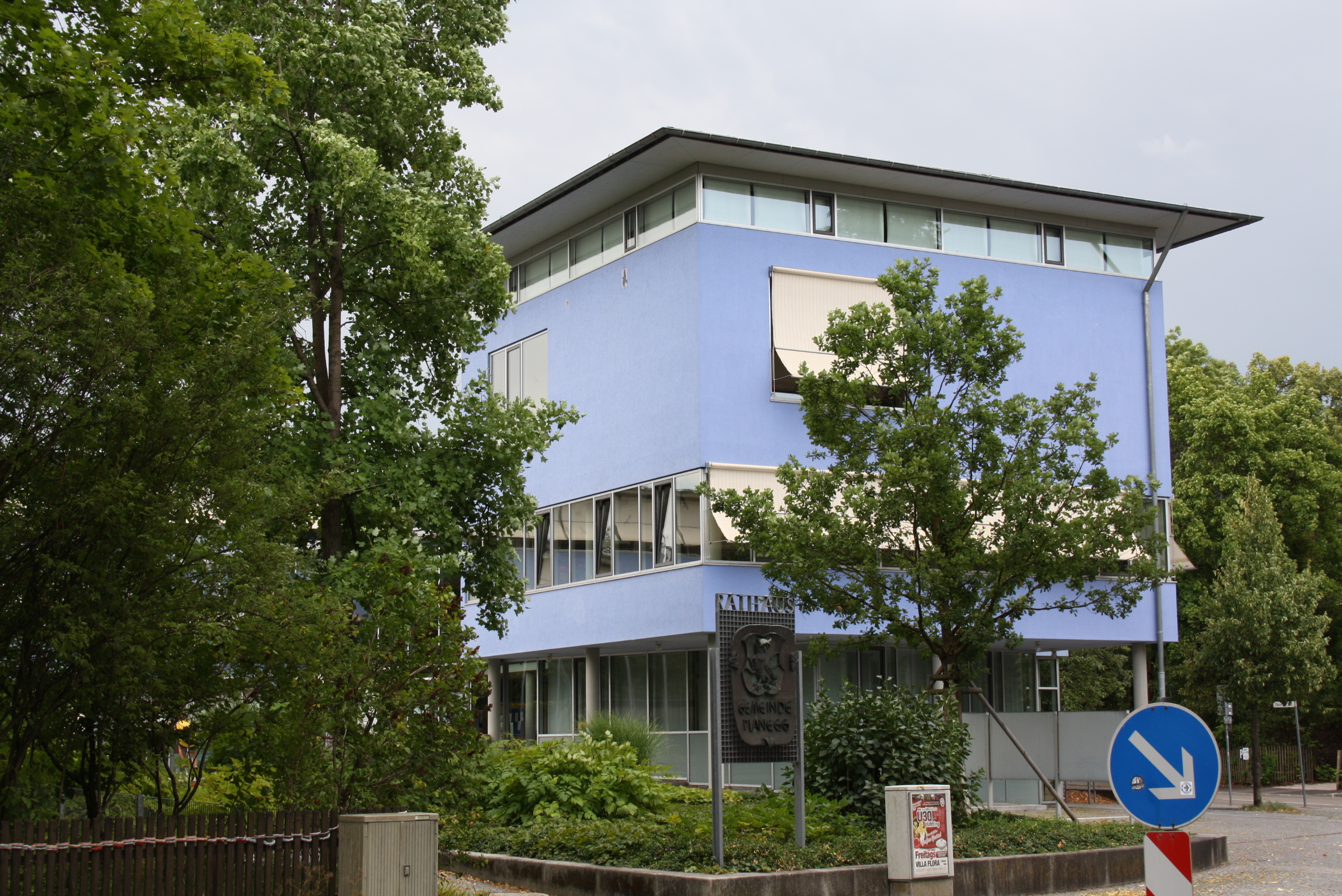
Das aktuelle Planegger Rathaus

Das 19. Jahrhundert brachte einen großen Aufschwung für Planegg. 1851 konnte der damalige Gemeindeausschuss feststellen:
„Planegg, ein äußerst frequenter Wallfahrtsort, erfreut sich von Jahr zu Jahr eines immer größer werdenden Zuzugs von Fremden, die sich mit Beginn der günstigen Jahreszeit teils der Erholung und des Vergnügens wegen, vorzüglich jedoch zur Stärkung ihrer Gesundheit hierher begeben und ihren momentanen Wohnsitz hier aufschlagen. Das milde und gesunde Klima Planeggs, das als höchst wohltätig sich herausstellende Würmwasser, kunstgerecht angewandt, machen den Aufenthalt zu einem der angenehmsten, wozu noch eine unmittelbare Verbindung mit der Hauptstadt durch eine täglich zweimal gebotene Stellwagen-Fahrgelegenheit sich gesellt.“
Planegg war zu einem Erholungs- und Belustigungsort für München geworden, der Bau der Eisenbahnlinie Pasing–Starnberg im Jahr 1854 vergrößerte diese Bedeutung noch.
Mit dem Gesetz vom 4. Juni 1848 über die Aufhebung der Patrimonialgerichtsbarkeit durfte sich die Gemeinde erstmals selbst verwalten. Ende des 19. Jahrhunderts wuchs die Einwohnerzahl so schnell (innerhalb von fünf Jahren hatte sie sich mehr als verdoppelt), dass 1900 für die nun 1339 Bürger ein neues Rathaus gebaut werden musste, das bis ins Jahr 1995 auch noch als solches benutzt wurde.

### 20. Jahrhundert
Nachdem die Planegger bis Anfang des 20. Jahrhunderts seelsorgerisch von der Pfarrkirche St. Martin in Martinsried aus betreut wurden, erhielt Planegg 1920 mit St. Elisabeth eine eigene Pfarrkirche.
Im Zweiten Weltkrieg wurde Planegg wiederholt Ziel von alliierten Bombenabwürfen. So wurde die Gemeinde während der Luftangriffe auf München bis 1942 dreimal bombardiert. Der schwerste Angriff ereignete sich am 11. April 1945 auf den Planegger Bahnhof, als infolge des Abwurfs von 700 Sprengbomben über Planegg und Krailling 131 Menschen (davon 104 in Planegg) getötet und 26 Gebäude schwer beschädigt wurden. Am 1. Mai 1945 wurde Planegg nach kleineren Gefechten (elf tote SS-Soldaten) von US-Truppen besetzt.

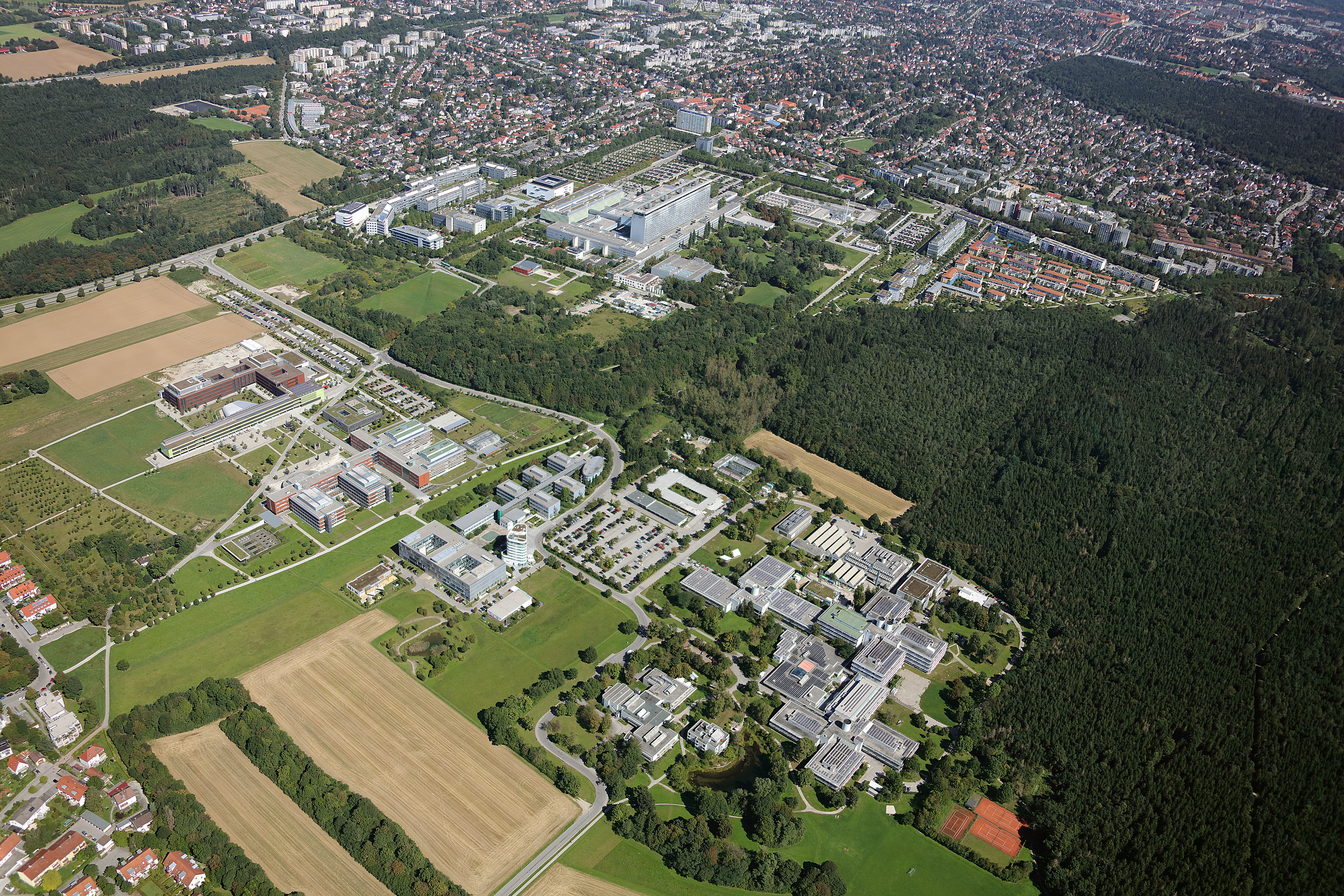
Luftbild vom Campus Martinsried

Von 1970 bis 1972 wurde in Martinsried das Max-Planck-Institut für Biochemie errichtet, im Jahr 1984 folgte ein Teilinstitut des Max-Planck-Instituts für Psychiatrie. Aus letzterem ging 1998 das Institut für Neurobiologie hervor, das zum 1. Januar 2023 im Institut für biologische Intelligenz aufging. In unmittelbarer Nähe zu den beiden Forschungseinrichtungen der Max-Planck-Gesellschaft entstand ab 1995 das Innovations- und Gründerzentrum Biotechnologie Martinsried (IZB), das Labore und Büroräume für Biotechnologie-Start-ups bereitstellt. Auch die Ludwig-Maximilians-Universität München (LMU) eröffnete auf dem Campus Martinsried in den Folgejahren mit der Fakultät für Biologie und dem Biomedizinischen Centrum einen großen Standort.

### 21. Jahrhundert

#### Bahnhofsumbau
Die Planungen für einen Umbau des Bahnhofsgeländes begannen bereits 1999, doch erst 2003 konnte die Gemeinde nach langen Verhandlungen das Bahnhofsgebäude von der Bahn AG kaufen. Zunächst zog der Kiosk von der linken auf die rechte Seite der Unterführung und die Toiletten wurden saniert. Danach wurde bis 2004 der Bahnhofsvorplatz renoviert, um Überschwemmungen zu verhindern.
Im März 2016 beschloss die Gemeinde den Entwurf der Architekten Molenaar/Weber, der einen größeren Bahnhofsvorplatz, umgeben von Geschäften und einem Supermarkt, vorsah. Auf Höhe der Gleise sollte ein Fahrradschnellweg und ein zweistöckiges Bike-and-Ride-Haus entstehen. In der Folge wurde das Grundstück mit dem Gasthof „Eiche“ erworben und der gesamte Komplex abgerissen, an dessen Stelle ein temporärer ebenerdiger Busbahnhof gebaut wurde. Zudem wurden Grundstücke süd- und nordwestlich des Bahnhofs erworben. Das Grundstück mit dem Gasthof „Heide-Volm“ sollte nach dem ursprünglichen Plan umgebaut werden, stattdessen musste die Besitzerfamilie 2021 den Betrieb der Gaststätte aufgeben und ließ das Gebäude abreißen. Im Februar 2023 gelang der Gemeinde nach langen Verhandlungen der Erwerb des Grundstückes. Zusätzlich kaufte sie noch Grundstücke nordöstlich der Bahnstrecke, um dort mit dem Wohnungsbau zu beginnen.

#### U-Bahn-Verlängerung
Am 16. Dezember 2014 entschied die Bayerische Staatsregierung, die Linie 6-West des Münchner U-Bahn-Systems von der bisherigen Endstation Klinikum Großhadern bis Martinsried fortzuführen. Die Strecke sollte ab 2016 für 73,5 Millionen Euro gebaut werden und 2020 in Betrieb gehen. Die Verlängerung der U6 im Süden nach Martinsried war bereits am 20. Juli 2009 vom Kreistag München beschlossen worden, die ursprünglich angestrebte Eröffnung 2014/2015 konnte allerdings nicht realisiert werden. Auch der zweite Termin konnte aufgrund von Verzögerungen bei den Verhandlungen zwischen den beteiligten Parteien nicht eingehalten werden. Nach eigentlichem Baubeginn im November 2022 fand im Februar 2023 der symbolische Spatenstich für die rund 950 Meter lange Strecke statt. Die Fertigstellung des Bauvorhabens ist für das Jahr 2027 geplant, die Gesamtkosten belaufen sich auf 212 Millionen Euro. Nach dem Bau der U9-Spange würde die U6 am Klinikum Großhadern enden, die U9 würde nach Martinsried weiterführen. In späterer Zeit könnte die Trasse auch zum S-Bahnhof Planegg weitergeführt werden.

### Eingemeindungen

Schloss Planegg, ca. 1700

- 1425: Großhadern, Martinsried, Forstenried, Fürstenried, Neuried und Gräfelfing
- 1442: Lochham
- 1720: Fronloh
- 1724: Krailling

Gräfelfing, Krailling, Neuried und Planegg sind heute unabhängige Gemeinden.

Großhadern, Forstenried und Fürstenried gehören inzwischen zu München.

Fronloh und Pentenried gehören inzwischen zu Krailling (Landkreis Starnberg).

Lochham gehört inzwischen zu Gräfelfing.

Martinsried, Steinkirchen und das Kloster Maria Eich wurden nach Planegg umgegliedert.

### Einwohnerentwicklung
| Bevölkerungsentwicklung | Bevölkerungsentwicklung | Bevölkerungsentwicklung | Bevölkerungsentwicklung | Bevölkerungsentwicklung | Bevölkerungsentwicklung | Bevölkerungsentwicklung | Bevölkerungsentwicklung | Bevölkerungsentwicklung | Bevölkerungsentwicklung | Bevölkerungsentwicklung | Bevölkerungsentwicklung | Bevölkerungsentwicklung | Bevölkerungsentwicklung | Bevölkerungsentwicklung | Bevölkerungsentwicklung | Bevölkerungsentwicklung | Bevölkerungsentwicklung | Bevölkerungsentwicklung | Bevölkerungsentwicklung | Bevölkerungsentwicklung | Bevölkerungsentwicklung | Bevölkerungsentwicklung | Bevölkerungsentwicklung | Bevölkerungsentwicklung |
| Jahr                    | 1840                    | 1849                    | 1855                    | 1867                    | 1871                    | 1875                    | 1900                    | 1925                    | 1933                    | 1939                    | 1946                    | 1952                    | 1956                    | 1961                    | 1968                    | 1970                    | 1987                    | 2000                    | 2004                    | 2008                    | 2012                    | 2016                    | 2020                    | 2023                    |
| ----------------------- | ----------------------- | ----------------------- | ----------------------- | ----------------------- | ----------------------- | ----------------------- | ----------------------- | ----------------------- | ----------------------- | ----------------------- | ----------------------- | ----------------------- | ----------------------- | ----------------------- | ----------------------- | ----------------------- | ----------------------- | ----------------------- | ----------------------- | ----------------------- | ----------------------- | ----------------------- | ----------------------- | ----------------------- |
| Einwohner               | 426                     | 425                     | 477                     | 507                     | 481                     | 610                     | 1.339                   | 2.283                   | 2.528                   | 2.876                   | 4.162                   | 4.407                   | 4.680                   | 5.057                   | 7.058                   | 6.916                   | 9.720                   | 10.589                  | 10.770                  | 10.588                  | 10.350                  | 10.758                  | 11.002                  | 11.088                  |

## Politik

### Bürgermeister
Erster Bürgermeister ist seit 2020 Hermann Nafziger (CSU). Zur Zweiten Bürgermeisterin wählte der Gemeinderat Judith Grimme (Grüne), zur Dritten Bürgermeisterin Christine Hallinger (SPD).

### Gemeinderat
Der Gemeinderat von Planegg hat 25 Mitglieder (mit dem Ersten Bürgermeister) und setzt sich seit den Kommunalwahlen 2020 wie folgt zusammen:
| Gemeinderatswahl Planegg 2020(Stimmen in %) %3020100 24,917,917,117,011,98,13,1 CSUFWSPDGrüneFDPÖDPUnabh.Gewinne und Verlusteim Vergleich zu 2014 %p 18 16 14 12 10 8 6 4 2 0 −2 −4 −6 −8−10−12−14−16−18−20−1,4+9,5−18,6+17,0−0,5−9,1+3,1CSUFWSPDGrüneFDPÖDPUnabh. | Sitzverteilung im Gemeinderat Planegg seit 2020Insgesamt 24 Sitze - SPD: 4 - Grüne: 4 - ÖDP: 2 - FDP: 3 - FW: 4 - CSU: 6 - Unabh.: 1 |

### Gemeindepartnerschaften
- Meylan, Frankreich, seit 1987

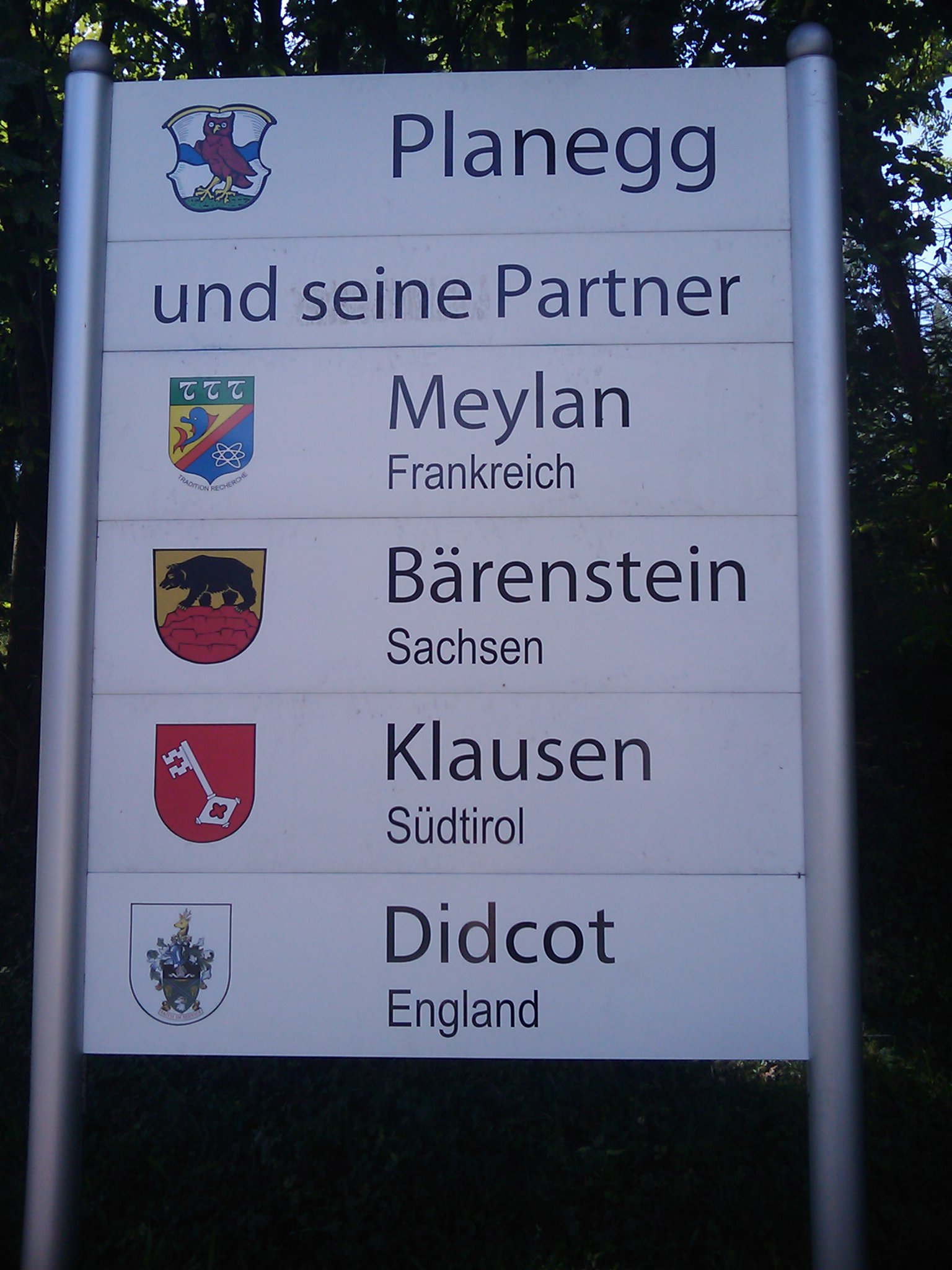
Straßenschild am westlichen Ortseingang

- Bärenstein im Erzgebirge, Sachsen, seit 1992[21]
- Klausen (ital. Chiusa) in Südtirol, Italien, seit 2006
- Didcot, England, Vereinigtes Königreich, seit 2012[22]

### Wappen
| Wappen von Planegg | Blasonierung: „In Silber eine auf grünem Plan stehende, golden bewehrte rote Eule, der ein blauer Wellenbalken unterlegt ist.“ |
| Wappen von Planegg | Wappenbegründung: Die Eule verweist auf die Familie Hörwarth, die von 1616 bis 1732 über den Ort herrschte und eine Eule im Wappen enthielt. Die blaue Schlangenlinie symbolisiert die Würm, die durch Planegg fließt. Das abgebildete Wappen wurde 1951 als Gemeindewappen für Planegg anerkannt. |

## Kultur und Sehenswürdigkeiten

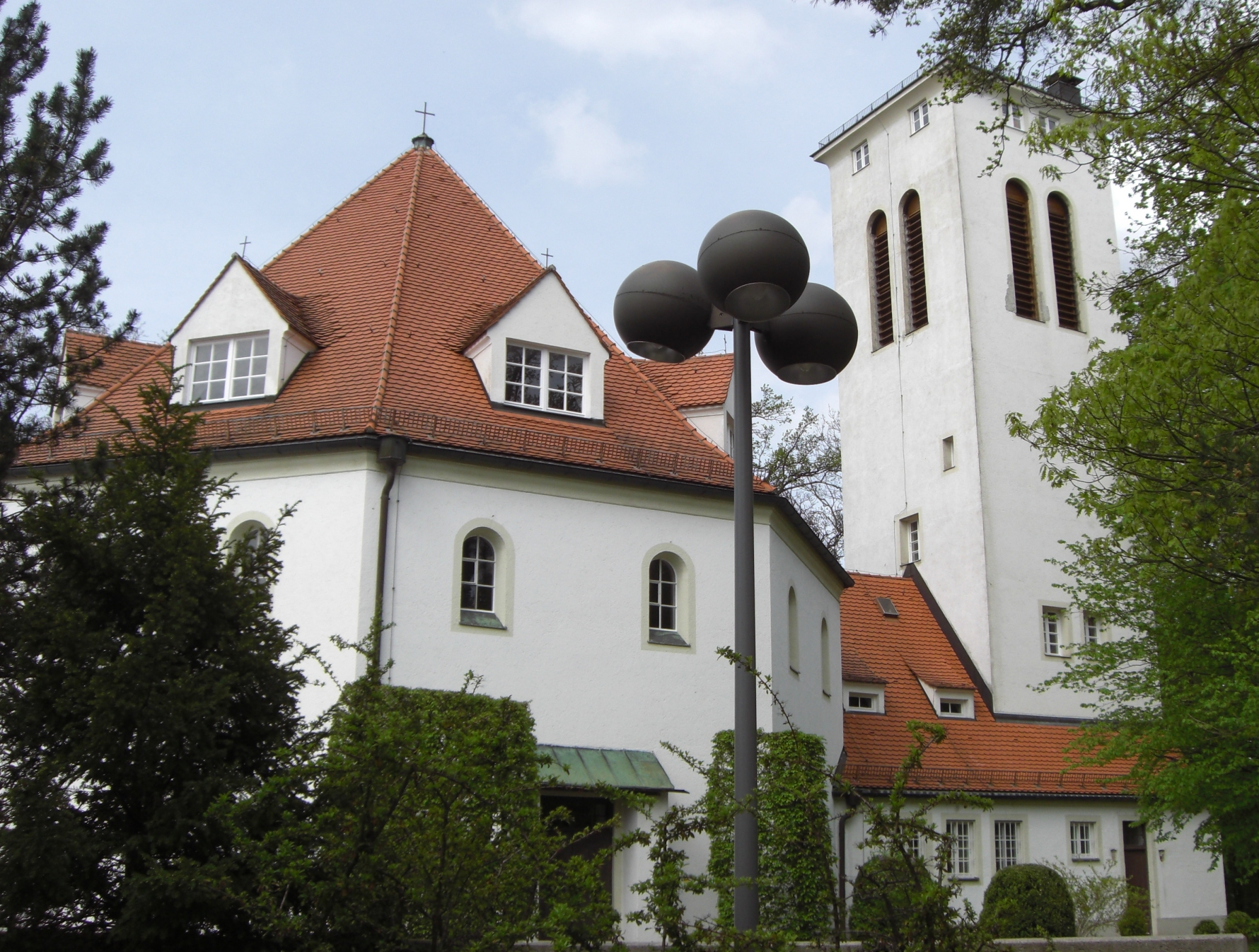
Die Waldkirche von Süden gesehen

### Kirchen
- Römisch-katholische Pfarrkirche St. Elisabeth
- Römisch-katholische Filialkirche St. Georg in Steinkirchen
- Römisch-katholische Filialkirche St. Martin in Martinsried
- Augustinerkloster Maria Eich
- Evangelisch-lutherische Waldkirche

### Schloss
- Schloss Planegg

### Todesmarsch-Denkmal
Seit 1989 erinnert in der Pasinger Straße an der Würm eine Bronzeskulptur des Bildhauers Hubertus von Pilgrim an den von der SS überwachten Todesmarsch Tausender Häftlinge aus dem KZ Dachau vom April 1945. Identische Plastiken stehen an der weiteren Marschroute in Fürstenfeldbruck, Karlsfeld, München-Allach, München-Pasing, Gräfelfing, Gauting, Krailling, Grünwald, Aufkirchen und Wolfratshausen. Eine Kopie des Denkmals steht seit 1992 als Geschenk der Gemeinde Gauting in der Shoa-Gedenkstätte Yad Vashem in Jerusalem.

### Sport
In Planegg gibt es mehrere Sportvereine:
- DJK Würmtal e. V. (Mehrspartensportverein, Mitglied im DJK-Sportverband)[25]
- EC Planegg-Geisenbrunn e. V. (Eishockey- und Stocksportverein)
- ESC Planegg-Würmtal e. V. (Fraueneishockeyverein)
- HSG Würm-Mitte (Handballspielgemeinschaft des TSV Gräfelfing e. V. und des DJK Würmtal e. V.)
- Hubertus-Schützen Planegg e. V. (Schützenverein)
- SG „Martinslust“ Martinsried e. V. (Schützenverein)
- SV Planegg-Krailling e. V. (Mehrspartensportverein)
- TV Planegg-Krailling e. V. (Mehrspartensportverein, Sitz in Krailling)

Zum Eislaufen steht die 2004 in Betrieb genommene Kunsteisbahn Eiswunder Planegg zur Verfügung.
2021 bewarb sich die Gemeinde zusammen mit Gräfelfing und dem Landkreis München als Host Town für die Gestaltung eines viertägigen Programms für eine internationale Delegation der Special Olympics World Summer Games 2023 in Berlin. 2022 wurde sie als Gastgeberin für Special Olympics Papua-Neuguinea ausgewählt. Damit wurde sie Teil des größten kommunalen Inklusionsprojekts in der Geschichte der Bundesrepublik mit mehr als 200 Host Towns. Die Delegation bestand aus zehn Personen.

### Weitere Vereine
- Grünzug-Netzwerk Würmtal e. V.[29]
- Miteinander e. V.: Der Verein setzt sich für die Finanzierung einer halben Diakonenstelle für die evangelische Kirchengemeinde ein. Zudem werden eine Jugendwerkstatt, Flüchtlinge und Nachhilfe unterstützt. Auch organisiert der Verein das jährlich veranstaltete Entenrennen auf der Würm[30] sowie das Martinsrieder Dorffest.[31]
- Musica Sacra Planegg-Krailling e. V.
- Musikschule an der Würm e. V.
- Volkshochschule im Würmtal e. V

Wellenbad Planegg
Das Wellenbad Planegg, oder auch Würmbad, wie es im Volksmund genannt wird, ist eine der letzten 30 historischen Badeanstalten entlang der Würm und ihren Kanälen. Zudem ist es öffentlich und unentgeltlich zugänglich und spielt eine große Rolle im Naturschutz der Gemeinde Planegg.
Das Bad wurde zum ersten Mal 1864 mit neun Badehütten und einem Schwimmbad eröffnet. Im Jahr 1912 waren nach einem Umbau ein Herren- und ein Damenbecken, getrennt durch einen Steg mit Kabinen, sowie ein Sprungbecken vorhanden. Seit 1939 befindet sich das Bad im Eigentum der Gemeinde Planegg, die das Bad 1962 renovieren ließ. Jedoch wurde noch im folgenden Jahr ein Badeverbot in der Würm für Planegg und Gräfelfing vom Landratsamt ausgesprochen. Seit 1973 ist das baden wieder erlaubt. Nachdem 2007 das Würmbad für einige hunderttausend Euro renoviert wurde, gibt es heutzutage ein Becken mit zwei Einstiegen und es sind zwei Seile gespannt, an denen man sich festhalten kann. Außerdem gibt es Liegewiesen mit Sitzbänken und Holzterrassen auf beiden Seiten des Beckens. Ferner gibt es eine Tischtennisplatte, Dusche und WC. Etwas abgeschieden ist zusätzlich ein kleines Laufbecken mit Geländer vorhanden.

## Wirtschaft

### Verkehr
Planegg befindet sich in verkehrsgünstiger Lage in der Nähe der Bundesautobahnen A 96 (Lindau–München) und A 95 (München–Garmisch-Partenkirchen). Die Gemeinde ist über die Anschlussstellen Fürstenried (A 95) sowie Germering-Süd und Gräfelfing (A 96) angebunden. Über den nördlich vom Gemeindegebiet am Autobahndreieck München-Süd-West von der A 96 abzweigenden Autobahnring A 99 können zudem die Autobahnen A 8 und A 9 erreicht werden.
Das Zentrum Planeggs ist über Straßen mit dem Ortsteil Martinsried und den Städten München und Starnberg verbunden. Letztere sind auch mit der S-Bahn erreichbar. Zudem wird der Ortsteil Martinsried ab Ende 2022 mit einer Haltestelle der Linie U6 an das U-Bahn-Netz von München angeschlossen (erwartete Fertigstellung 2027). Zukünftig könnte diese Linie auch bis zum Planegger Bahnhof weitergeführt werden. Der nächste internationale Großflughafen ist der Flughafen München im Nordosten der Stadt.
| Linie | Linienverlauf |
| ----- | --- |
| S6    | Tutzing – Feldafing – Possenhofen – Starnberg – Starnberg Nord – Gauting – Stockdorf – Planegg – Gräfelfing – Lochham – Westkreuz – Pasing – Laim – Hirschgarten – Donnersbergerbrücke – Hackerbrücke – Hauptbahnhof – Karlsplatz (Stachus) – Marienplatz – Isartor – Rosenheimer Platz – Ostbahnhof – Leuchtenbergring – Berg am Laim – Trudering – Gronsdorf – Haar – Vaterstetten – Baldham – Zorneding – Eglharting – Kirchseeon – Grafing Bahnhof – Grafing Stadt – Ebersberg |

Außerdem verbinden zahlreiche Buslinien Planegg mit seinen Gemeindeteilen, den Nachbargemeinden und den Außenbezirken der Stadt München, wo auch Anschluss zur U-Bahn besteht. Die Stadtbuslinie 160 und weitere 13 Regionalbuslinien des MVV fahren nach bzw. durch Planegg.
| Linie | Linienverlauf | Verkehrsunternehmen |
| ----- | --- | ------------------- |
| 160   | Karlsfeld, Gartenstraße – Allach () – Blutenburg – Pasing ( ) – Lochham () – Gräfelfing – Großhadern () – Waldfriedhof | MVG                 |
| 258   | Lochham, Starnberger Straße – Lochham () – Gräfelfing, Rathaus – Planegg () – Gräfelfing ()                            | Watzinger           |
| 259   | Pasing ( ) – Gräfelfing, Am Haag – Martinsried                                                                         | Demmelmair          |
| 260   | Germering-Unterpfaffenhofen () – Planegg () – Fürstenried West ()                                                      | Watzinger           |
| 265   | Pasing ( ) – Gräfelfing, Am Haag – Steinkirchen – Planegg ()                                                           | Demmelmair          |
| 266   | Planegg () – Martinsried – Klinikum Großhadern ()                                                                      | Watzinger           |
| 267   | Altenburgstraße – Lochham () – Martinsried – Fürstenried West ()                                                       | Watzinger           |
| 268   | Waldfriedhof – Großhadern () – Gräfelfing ()                                                                           | Watzinger           |
| 885   | Germering-Unterpfaffenhofen () – Germering, Neue Gautinger Straße – Planegg () West                                    | Enders Reisen       |
| 906   | Planegg () West – Krailling – Gauting ()                                                                               | Demmelmair          |
| 936   | Gauting () – Fürstenried West ()                                                                                       | Demmelmair          |
| 966   | Unterbrunn – Oberbrunn – Gauting () – Krailling – Planegg ()                                                           | Demmelmair          |
| 967   | Planegg () – Krailling                                                                                                 | Demmelmair          |
| 968   | Planegg () – Stockdorf, Harmsplatz – Gauting, Schulzentrum                                                             | Demmelmair          |

### Ansässige Unternehmen

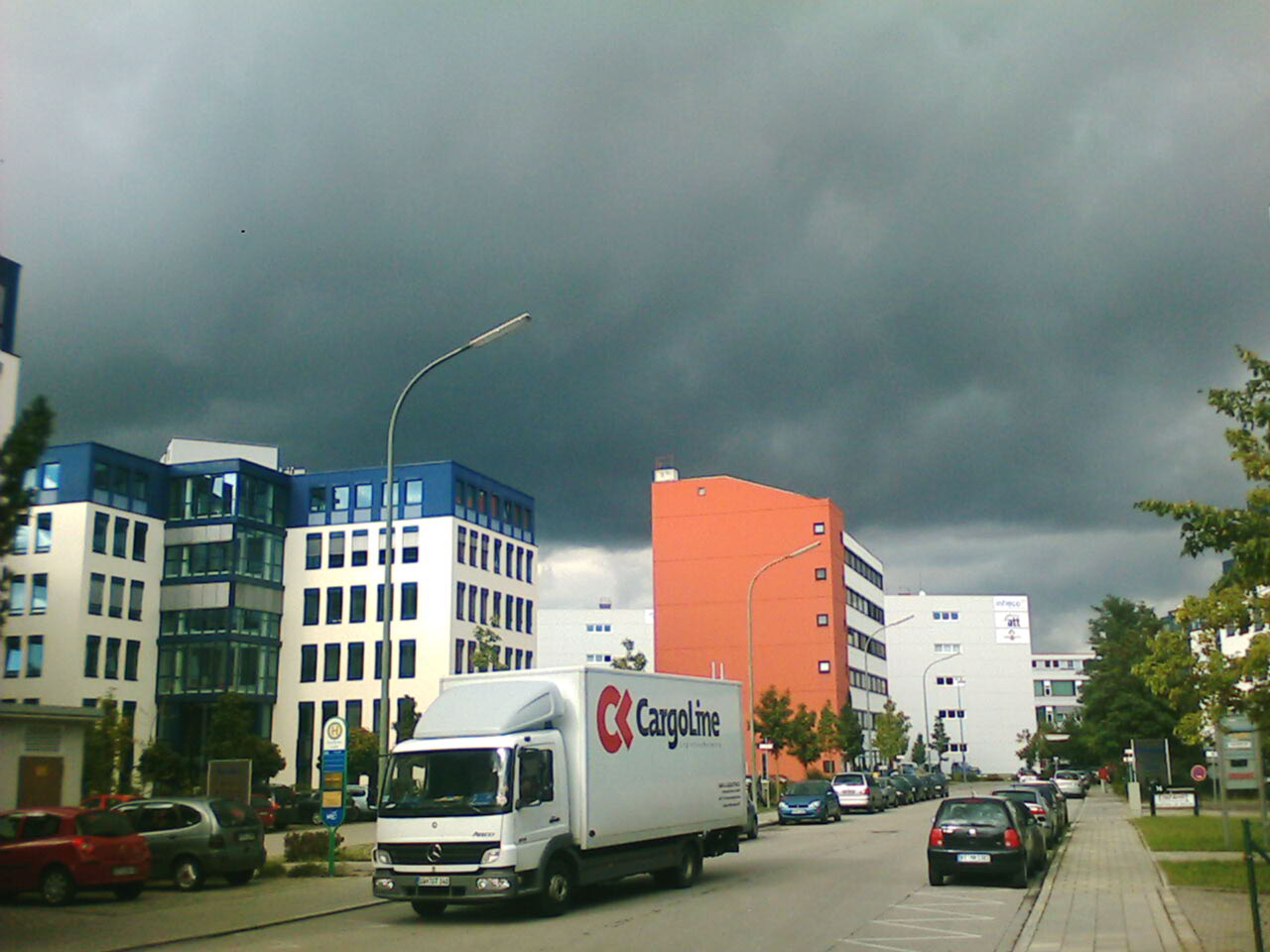
Martinsried, Fraunhoferstraße

Vor allem im Gemeindeteil Martinsried sind zahlreiche Unternehmen aus der Computer- und Biotechnologiebranche, aber auch Unternehmen anderer Branchen mit Hauptsitz/Verwaltungssitz oder mit einer Niederlassung ansässig:

#### Hauptsitz/Verwaltungssitz
- 4SC, Martinsried
- Adtran Networks, Martinsried
- Berg GmbH (Vivavis), Martinsried
- Medigene, Martinsried
- Müller-BBM, Steinkirchen Unternehmenssitz von Müller-BBM

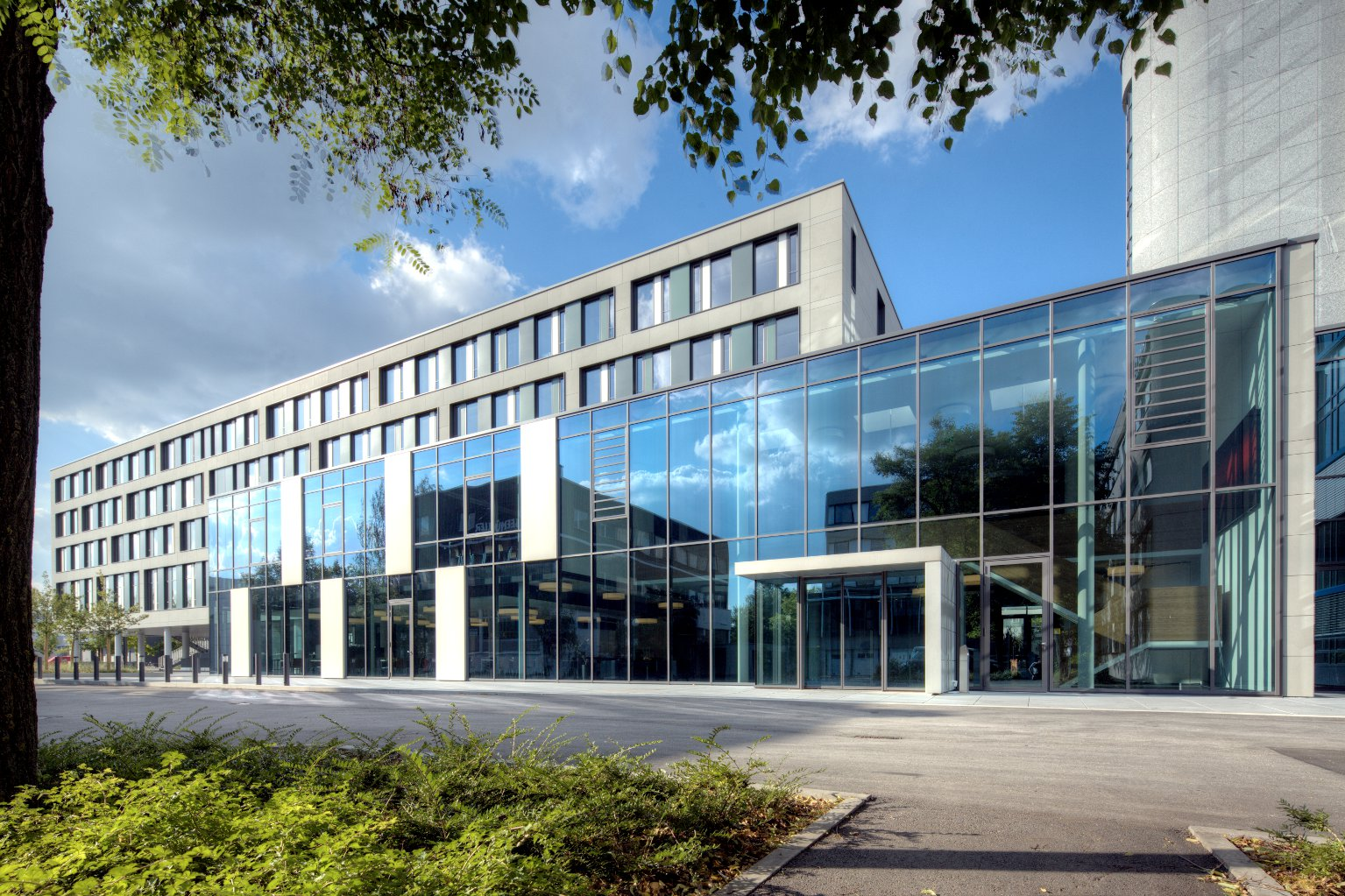
Unternehmenssitz von Müller-BBM

- Sanacorp Pharmahandel, Steinkirchen
- The Exploration Company, Steinkirchen
- Deutscher Skiverband (DSV)

#### Niederlassung
- Bavarian Nordic, Martinsried
- Biontech, Martinsried
- Eurofins Scientific, Steinkirchen
- Gilead Sciences, Martinsried
- Plaion, Martinsried
- ResMed, Martinsried

### Forschungseinrichtungen
- Max-Planck-Institut für Biochemie, Martinsried
- Max-Planck-Institut für biologische Intelligenz, Martinsried

Die Gemeinde Planegg ist außerdem „Korporativ Förderndes Mitglied“ der Max-Planck-Gesellschaft. Die Institute sind Teil des Campus Martinsried.

## Öffentliche Einrichtungen

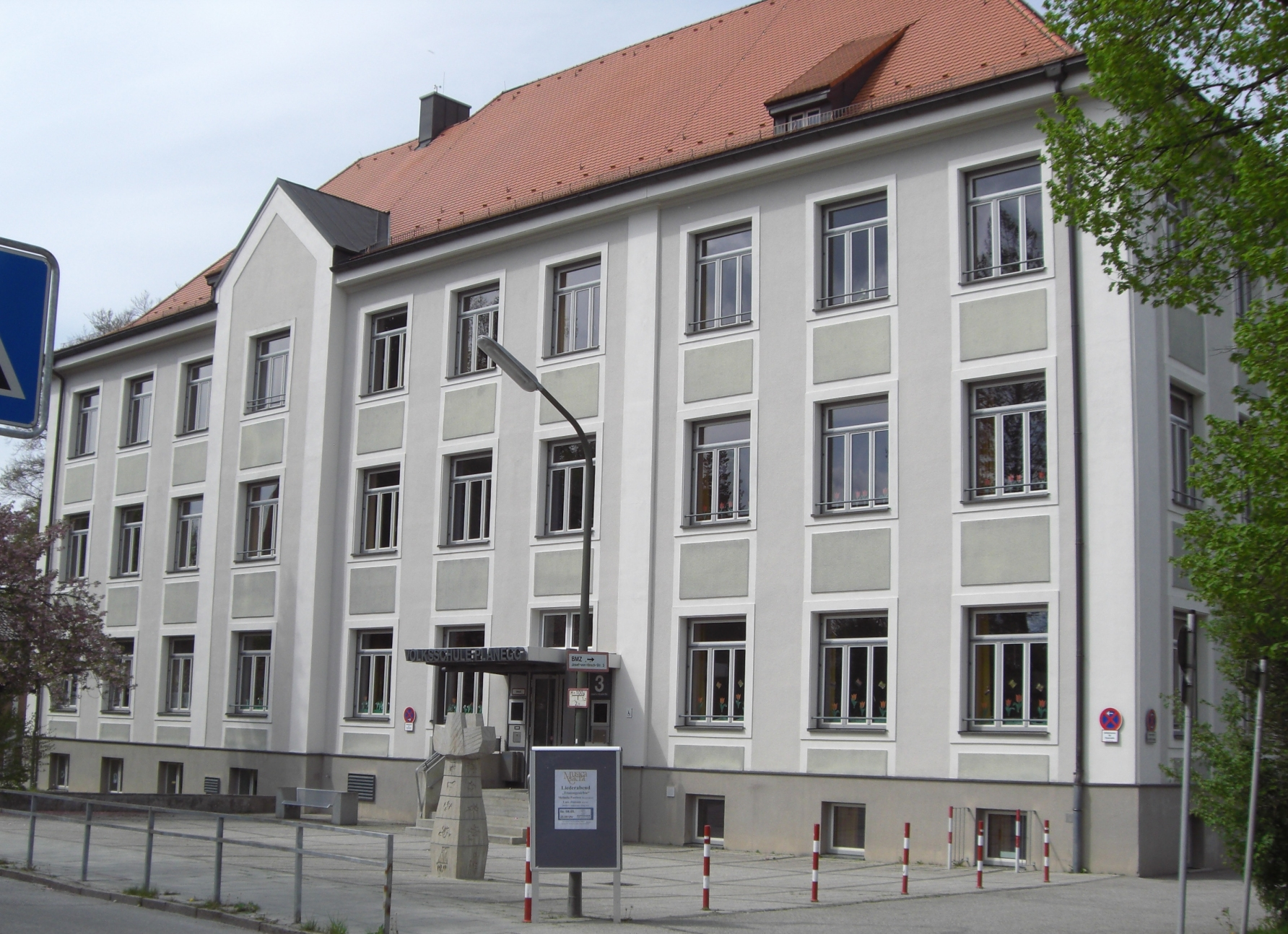
Volksschule Planegg

### Bildungseinrichtungen
- Fakultät für Biologie der LMU, Martinsried
- Biomedizinisches Centrum der LMU, Martinsried
- Feodor-Lynen-Gymnasium Planegg
- Grundschule Planegg
- Grundschule Martinsried

### Freiwillige Feuerwehr

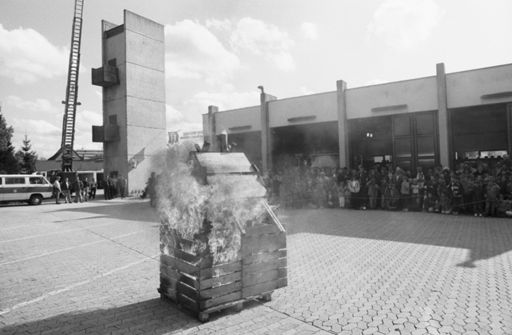
Leistungsschau der Freiwilligen Feuerwehr (ca. 1993)

Die Freiwillige Feuerwehr Planegg wurde am 6. April 1873 gegründet und ist damit die älteste Wehr im Würmtal. Förderer stiften die erste Druckpumpe, allerdings mussten die ersten Mitglieder anfangs ihre Ausrüstung selber bezahlen. Sie hilft seitdem bei Bränden, technischen Hilfeleistungen und sonstigen Unglücksfällen. Es gibt zwei Feuerwehrhäuser (Planegg, Pasinger Straße 24a und Martinsried, Planegger Straße 14). Im Jahr 2022 rückten die Mitglieder zu 216 Einsätzen aus und Stand April 2023 gab es 126 aktive Mitglieder. Zur Feier des 150-jährigen Jubiläums wurde 2023 eine Chronik geschrieben und eine kleine Ausstellung eröffnet. Zusätzlich fand am 17. Juni ein Aktionstag mit praktischen Übungen und verschiedene Fahrzeugen, der von 3000 Personen besucht wurde.

### Bayerisches Rotes Kreuz
Die Bereitschaft Planegg/Krailling des Bayerischen Roten Kreuzes wurde am 8. Januar 1911 gegründet. Bereits 1916 gab es 35 aktive und 137 zahlende Mitglieder, die von Beginn an aus Planegg und Krailling kamen. Das Rotkreuzhaus wurde durch Spenden finanziert und 1924 eingeweiht. Im Jahr 1928 wurde ein erstes Sanitätsfahrzeug von Adler angeschafft. Während des Zweiten Weltkriegs halfen die Sanitäter in München aus. Von 1975 bis 2004 bestand ein Sozialdienst, der von einer Ordensschwester geführt wurde. Im Rotkreuzhaus in der Germeringer Straße 8a sind ein Mannschaftstransport- und ein Rettungswagen stationiert. Im Jahr 1996 wurde der Hintergrundrettungsdienst durch einen First-Responder-Dienst ersetzt, bei dem ein weiteres Einsatzfahrzeug zur Verfügung steht.

### Polizeiinspektion
Des Weiteren verfügt Planegg über eine eigene Polizeiinspektion. Es handelt sich um die PI 46, welche dem Polizeipräsidium München zugeordnet ist und für die Gemeinden Gräfelfing, Planegg und Neuried zuständig ist. Bis zum Ende des Jahres 2024 zählten auch die zum Landkreis Starnberg gehörenden Orte Krailling und Stockdorf zum Zuständigkeitsbereich der Polizeiinspektion. Diese ungewöhnliche Zuständigkeit über Landkreisgrenzen hinaus ging auf einen Beschluss der in Stockdorf wohnhaften früheren Landesjustizministerin Mathilde Berghofer-Weichner (CSU) zurück und wurde zum Jahreswechsel 2024/25 rückgängig gemacht, als die Gebietsabtretung an die Polizeiinspektion Gauting des Polizeipräsidiums Oberbayern Nord vollzogen wurde.
Im Jahr 2020 wurde festgestellt, dass die bisherige Wache von 1960 in der Josef-von-Hirsch-Straße 1 zu klein und sanierungsbedürftig ist. Seitdem ist die Immobilien Freistaat Bayern auf der Suche nach einem Grundstück für den Neubau.

## Persönlichkeiten

### Ehrenbürger
Ehrenbürger nach Geburtsjahr:

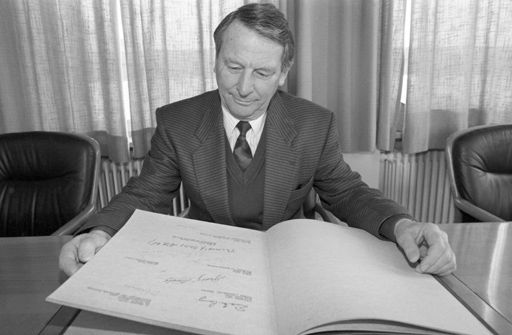
Alfred Pfeiffer beim Betrachten von Unterschriften im Goldenen Buch der Gemeinde Planegg, 1992

- Franz Brugger (1863–1954), Altbürgermeister
- Anton Schneller (1875–1954), Pfarrer
- Rudolf von Hirsch (1875–1975), Physiker und Planegger Schlossherr
- Georg Heide (1890–1971), Gastronom und Betreiber des Heide-Volm[43]
- Karl Bach (1901–1975), Chorregent und Benefiziat[44]
- Albert Heizer (1912–2009), Altbürgermeister
- Willy Heide (1919–2011), Gastronom und Betreiber des Heide-Volm
- Richard Naumann (1922–2008), Altbürgermeister
- Alfred Pfeiffer (1929–2019), Bürgermeister[45]
- Günther Schuppler (1932–2022), Bürgermeister[46]
- Peter Heizer (* 1933), Gemeinderat[47]

### In Planegg geboren
- Kurt Landauer (1884–1961), Präsident des FC Bayern München
- Franz Stenzer (1900–1933), Politiker (KPD) und Mitglied des Reichstages
- Rudolf Vogel (1900–1967), Schauspieler
- Adam Falkenstein (1906–1966), Assyriologe
- Thomas Zacharias (* 1930), Künstler, Kunsthistoriker, Kunsterzieher und Hochschullehrer
- Thomas Finkenstaedt (1930–2017), Anglist und Hochschullehrer
- Henry Arland (* 1945), Klarinettist
- Bernd Zimmer (* 1948), Maler
- Sewarion Kirkitadse (* 1955), Rechtsanwalt und Schauspieler
- Bernhard Grau (* 1963), Historiker, Archivar und Autor, Generaldirektor der Staatlichen Archive Bayerns
- Michael Merten (* 1969), Volleyballtrainer und Verbandspräsident

### Mit Planegg verbunden
- Jakob von Hirsch (1765–1840), Bankier, Brauereibesitzer und Planegger Schlossherr
- Josef von Hirsch (1805–1885), Bankier und Planegger Schlossherr
- Wilhelm Dusch (1871–1927), Dialektdichter
- Walter Sartorius (1875–1937), Architekt
- Otto Pippel (1878–1960), Maler
- Karl Valentin (1882–1948), Komiker und Kabarettist
- Maria Günzl (1896–1983), Politikerin (SPD) und Mitglied des Bayerischen Landtages
- Feodor Lynen (1911–1979), Biochemiker und Nobelpreisträger, von 1974 bis 1976 Geschäftsführender Direktor des Max-Planck-Instituts für Biochemie
- Heinrich Maerkl (1912–1983), Politiker (Bayernpartei) und Mitglied des Bundestages
- Karl Leisner (1915–1945), als Seliger verehrter Märtyrer der katholischen Kirche
- Walter Brendel (1922–1989), Chirurg und Professor für Experimentelle Chirurgie
- Horst Tappert (1923–2008), Schauspieler
- Hermann Eggerer (1927–2006), Biochemiker in Regensburg und München, lebte in Planegg
- Helmut A. Müller (1929–2015), Akustiker und Gründer von Müller-BBM
- Hermann Nehlsen (1936–2021), Rechtswissenschaftler und Professor für Zivilrecht und Deutsche Rechtsgeschichte, wohnhaft in Planegg seit 1991
- Roger Gerhardy (1944–2014), Ordenspriester und Journalist, von 2011 bis 2014 Prior von Maria Eich
- Elmar Wepper (1944–2023), Schauspieler, wohnhaft in Planegg seit 1994
- Herman Rarebell (* 1949), Musiker, wohnhaft in Planegg seit 2004

## Umweltpreis
1996 führte der Gemeinderat einen Umweltpreis ein, der jedoch mangels Bewerbern bis 2008 nur viermal vergeben und 2009 von Bürgermeisterin Annemarie Detsch aufgrund des fehlenden Interesses wieder abgeschafft wurde. 2021 wurde der Planegger Umweltpreis auf Bestreben des Gemeinderats Peter von Schall-Riaucour wiedereingeführt, der den grundsätzlich mit 5.000 € dotierten Preis für fünf Jahre stiftete. 2021 wurden angesichts der breiten Beteiligung zusätzlich 1.000 € für die Plätze zwei bis vier ausgeschüttet. 2022 betrug das Preisgeld nur 2.500 €, im Folgejahr wurde das Preisgeld einmalig auf 7.500 € erhöht, um mehrere Initiativen mit einer Auszeichnung zu bedenken. Folgende Gewinner wurden ausgezeichnet:
- 2021: Schulgarten-AG des Feodor-Lynen-Gymnasiums für die Reaktivierung des Schulgartens (Zusätzliche Gelder im Wert von 1.000 € wurden an weitere Bewerber ausgeschüttet)[50]
- 2022: Drei Gruppen des Kindergartens Josefstift für Nachhaltigkeit im Alltag und eine Klasse der Grundschule Planegg für ihre Projektwoche „Upcycling“[51]
- 2023: TV Planegg-Krailling e. V. für eine Reihe von Umweltprojekten und drei Fünftklässler des Feodor-Lynen-Gymnasium für die Aufzucht von Fliegenlarven als umweltfreundliche Tierfutteralternative sowie sieben weitere Preisträger[52]